# Північнонімецький союз
Північнонімецький союз (нім. Norddeutscher Bund) — перша федеральна німецька держава в історії Німеччини, яка лягла в основу створення німецької національної держави. Створений 1867 року військово-політичний блок німецьких держав, із прийняттям конституції 1867 року перетворився на першу німецьку федеративну державу.

## Історія
Північнонімецький союз 1867—1871 був федеративним об'єднанням 22 незалежних держав північної Німеччини, без Австрії. Створений на основі конституції, ухваленої країнами-членами союзу 1867 року. Федеральна влада контролювала армію та зовнішню політику. Був створений Райхстаґ, парламент, у виборах якого могли голосувати чоловіки із збереженням таємниці голосування. Райхстаґ міг мати справу з бюджетами, але він мав обмежені повноваження порівняно з Федеральною Радою, в якій були представлені члени федерації. Влада в Союзі більшою мірою знаходилась під впливом його засновника, першого та єдиного канцлера Отто фон Бісмарка, прем'єр-міністра Королівства Пруссія, в якому знаходилось 80 % населення конфедерації. Після перемоги над Австрією, Пруссія приєднала незалежні до того Гановер, Гессен-Кассель, Нассау, та Франкфурт-на-Майні. Союз став основою створеної 1871 року Німецької імперії, яка успадкувала більшу частину конституції та прапор.
Північнонімецький союз був створений після перемоги Пруссії над Австрією та рештою держав Німецького союзу в Австро-Прусській війні 1866 року.
Північнонімецький союз став наступником Німецького союзу. Його територія складалася з частин Німецької конфедерації на північ від річки Майн (за винятком Люксембургу), та Гогенцоллерн-Зигмарінгена, східної частини Пруссії, Шлезвізького герцогства, але до нього не входили Австрія, Баварія, Вюртемберг, Баден, Люксембург, Лімбург, Ліхтенштейн південна частина Великого герцогства Гессенського.
Північнонімецький союз посилив економічний вплив Пруссії на північну Німеччину, особливо завдяки митному союзу (нім. Zollverein), членами якого були південнонімецькі країни, які не входили до Північнонімецького союзу. Основним завданням федерації було забезпечення свободи промисловості, чого вимагали ліберально налаштовані представники підприємницького середовища. Наприклад, мита та митні обмеження були скасовані й була створена федеральна поштова та телеграфна служба. Як результат, вдалося досягти вищих темпів економічного зростання та ширших особистих свобод.
На основі Північнонімецького союзу в 1871 р. була створена Німецька імперія. Великою мірою вона зберегла Конституцію, яка залишилась в силі до 1918 р. Конституція давала великі повноваження канцлеру, Отто фон Бісмарку, якого призначав Президент Бундесрату (Пруссія). Таким чином, канцлер «відповідав», але не був підзвітний Райхстаґові. Це дозволило йому скористатись своїм положенням, як ланки між імператором та громадянами. Після конституційної кризи 1862 року Канцлер отримав контроль над військовим бюджетом. Закони забороняли певним державним службовцям, які були основною опозицією Бісмарка в 1860-х, обіймати посади в Райхстазі.
Після перемоги Північнонімецького союзу над Другою французькою імперією та новоствореною Третьою Республікою у Французько-Прусській війні 1871 року, Баварія, Вюртемберг, та Баден (разом з частинами Великого герцогства Гессенського які спочатку не приєднались до конфедерації), об'єднались з державами Союзу в Німецьку імперію, а Вільгельму I було присвоєно титул Німецького імператора (а не Імператора Німеччини, оскільки до її складу не входила Австрія).